# Demokratischer Frauenbund Deutschlands

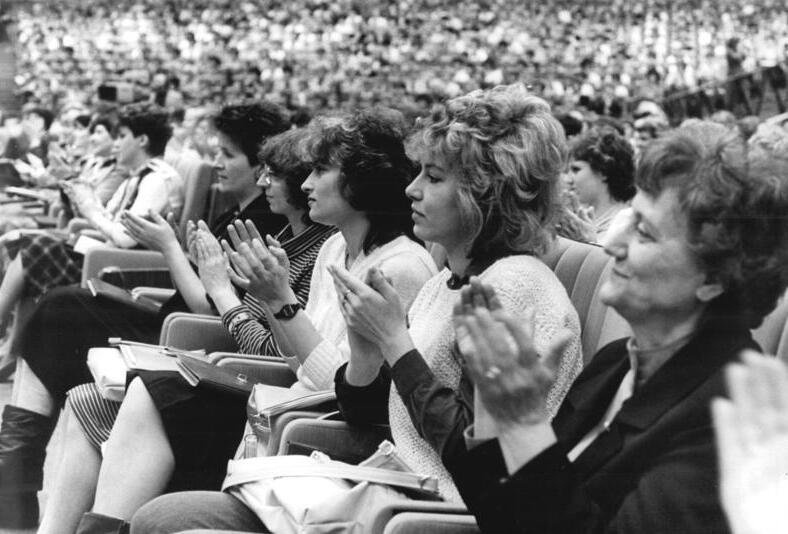
Deltagare på kongress 1987.

Demokratischer Frauenbund Deutschlands (DFD) var en massorganisation för kvinnor i DDR som grundades 1947 i den dåvarande sovjetiska ockupationszonen.
DFD grundades på den tyska kvinnokongressen som arrangerades 7-9 mars 1947 i Admiralspalast i Berlin. Organisationen sågs som en arvtagare till kvinnorörelsen. Den blev efterhand snabbt en massorganisation under det i DDR styrande partiet SED. DFD var som en del i Nationella fronten representerat i Volkskammer från och med 1952.